# The Newsroom
The Newsroom é uma série de televisão dramática norte-americana criada por Aaron Sorkin e exibida pela HBO. A série mostra os eventos de bastidores de um fictício canal a cabo de notícias, principalmente do programa comandado pelo polêmico Will McAvoy, que junto com sua equipe tenta colocar no ar um programa apesar de obstáculos pessoais, comerciais e corporativos. The Newsroom é estrelada por Jeff Daniels, Emily Mortimer, John Gallagher, Jr., Alison Pill, Thomas Sadoski, Dev Patel, Olivia Munn e Sam Waterston.
Sorkin começou a desenvolver uma série de televisão centrada em um canal de notícias no ano de 2009. Depois de meses de negociações, o canal à cabo HBO encomendou um episódio piloto em janeiro de 2011 e posteriormente uma temporada completa em setembro do mesmo ano. Sorkin realizou suas pesquisas ao observar e visitar vários canais de notícias ao redor do mundo.

## Visão geral
A série mostra os bastidores do telejornal News Night, exibido pela fictícia emissora a cabo de notícias Atlantis Cable News (ACN), comandado por Will McAvoy enquanto ele, sua nova produtora, seu chefe e sua equipe tentam colocar no ar um programa diário mesmo enfrentando vários obstáculos pessoais, comerciais e corporativos.

## Elenco

### Principal
- Jeff Daniels como Will McAvoy, âncora e editor do programa News Night da ACN.[2][3]
- Emily Mortimer como MacKenzie McHale, uma respeitada produtora que se torna a nova produtora executiva de News Night.[2]
- John Gallagher, Jr. como Jim Harper, o produtor sênior de News Night.[4]
- Alison Pill como Margaret "Maggie" Jordan, produtora associada de News Night que começou no programa como estagiária.[5][6]
- Thomas Sadoski como Don Keefer, o antigo produtor executivo de News Night que saiu para trabalhar em um novo programa na emissora.[7]
- Dev Patel como Neal Sampat, escritor do blog de McAvoy e que vasculha a internet procurando por notícias.[8]
- Olivia Munn como Sloan Sabbith, a analista financeira do News Night.[7]
- Sam Waterston como Charlie Skinner, presidente da divisão de notícias da ACN.[9]

### Recorrente
- Jane Fonda como Leona Lansing, a presidente da Atlantis World Media, companhia dona da ACN.[10]
- Chris Messina como Reese Lansing: presidente da ACN e filho de Leona.

## Produção

### Desenvolvimento
Em abril de 2009, Aaron Sorkin, enquanto ainda trabalhava no roteiro do filme The Social Network, começou a contemplar a possibilidade de criar uma nova série dramática sobre os bastidores de um programa de notícias. Ele já havia criado Sports Night e Studio 60 on the Sunset Strip, duas séries que exploravam os bastidores de programas televisivos ficcionais.
Para realizar suas pesquisas, Sorkin visitou várias vezes os bastidores de Countdown with Keith Olbermann, da MSNBC, em 2010 para observar a produção do programa, e entrevistou a equipe de In the Arena, da CNN, quando foi um convidado. Ele também passou muito tempo se inspirando no programa Hardball with Chris Matthews, também da MSNBC, como outros programas da Fox News Channel e CNN. De acordo com Sorkin, a série tem uma visão menos cínica da mídia, "Eles tentarão se sair bem dentro de um contexto onde é difícil se sair bem quando há preocupações comerciais, preocupações políticas e preocupações corporativas".
Sorkin começou a negociar com a HBO em 2010, e em janeiro de 2011 a emissora encomendou um episódio piloto. Scott Rudin, produtor de The Social Network, entrou no projeto como produtor executivo. Em junho, Jeff Daniels, Emily Mortimer, Sam Waterston, Dev Patel e Olivia Munn foram contratados para o elenco principal, e Greg Mottola assinou para dirigir o piloto. Em 8 de setembro de 2011, a HBO encomendou a produção de uma temporada completa com 10 episódios.

### Título da série
Enquanto o piloto estava em desenvolvimento, o projeto recebeu o título de More as This Story Develops, frase comum entre apresentadores de telejornal anglófonos, que significa “[teremos] mais informações conforme a história for se desenrolando”. Em 29 de novembro de 2011, a HBO registrou a marca The Newsroom com o escritório de marcas e patentes dos EUA. O nome imediatamente trouxe à tona comparações com a série de comédia homônima canadense de Ken Finkleman, que foi ao ar pela CBC e redes públicas nos EUA. O título da série foi confirmado como The Newsroom num promo da HBO lançado em 21 de dezembro de 2011, prevendo seus programas para 2012.
Ao escrever na revista Maclean's, Jaime Weinman disse que a escolha do nome foi “um lembrete assustadoramente divertido de que a indústria televisiva dos EUA não leva o Canadá muito a sério… The Newsroom é frequentemente considerado o melhor programa canadense já produzido, mas um canal dos Estados Unidos não teme comparações: assumindo que tenham ouvido falar do programa, provavelmente pensam que a maioria das pessoas no seu país nunca ouviram”. Numa entrevista com o The Daily Beast após a estreia da série de Sorkin, Finkleman revelou que a HBO entrou em contato solicitando permissão para reutilizar o título, o que ele concedeu.

### Filmagem
O cenário de The Newsroom está localizado no Sunset Gower Studios, em Hollywood. O prédio fictício da Atlantis World Media é, na realidade, a torre do Bank of America no cruzamento da 6ª Avenida com a Rua 42 em Manhattan, e efeitos visuais são utilizados para alterar o nome do prédio acima da entrada. A produção iniciou-se no outono (Hemisfério Norte) de 2011. O cronograma de gravação de cada episódio, com roteiros repletos de diálogos, geralmente compreende cerca de nove dias, enquanto séries tradicionais de TV aberta ocupam de seis a sete dias.

## Episódios
Cada episódio gira em torno de um grande evento do passado recente, como a explosão da plataforma Deepwater Horizon ou a morte de Osama bin Laden. Os acontecimentos atuam como pano de fundo para dramas interpessoais, bem como para dar um senso de familiaridade, já que o público deve conhecer o contexto do que se passa, evitando assim explicações mais aprofundadas sobre os eventos em si. Sorkin disse que os eventos "sempre seriam reais", o que, para ele, "tornou-se um tipo de dádiva criativa. Em primeiro lugar, o público sabe mais do que os personagens, o que é um tanto divertido. E me dá a oportunidade de deixá-los mais inteligentes do que nós fomos [à época]". No entanto, ele também declarou que "é uma versão romântica e idealizada de uma redação – não é para ser um documentário".

## Transmissão
The Newsroom estreou nos Estados Unidos em 24 de junho de 2012 pela HBO. Foi vista por 2,1 milhões de espectadores, tornando-a uma das estreias com mais telespectadores da HBO desde 2008. O primeiro episódio foi disponibilizado em diversas plataformas para o público norte-americano, como na HBO.com, iTunes Store, YouTube e outros serviços gratuitos sob demanda.
No Brasil, estreou em 5 de agosto de 2012 na HBO Brasil.
Em Portugal, estreou a 15 de agosto de 2012 no TVSéries.
Em janeiro de 2014, foi anunciado que a série retornaria para uma temporada final, que foi ao ar em novembro do mesmo ano. 

## Recepção da crítica
The Newsroom teve recepção mista por parte da crítica especializada. Em sua 1ª temporada, com base de 31 avaliações profissionais, alcançou uma pontuação de 57% no Metacritic. Por votos dos usuários do site, atinge uma nota de 8.4, usada para avaliar a recepção do público.